# Adalhard II. von Metz
Adalhard II. von Metz (* um 840; † um 889) war Graf von Metz im Moselgau. 

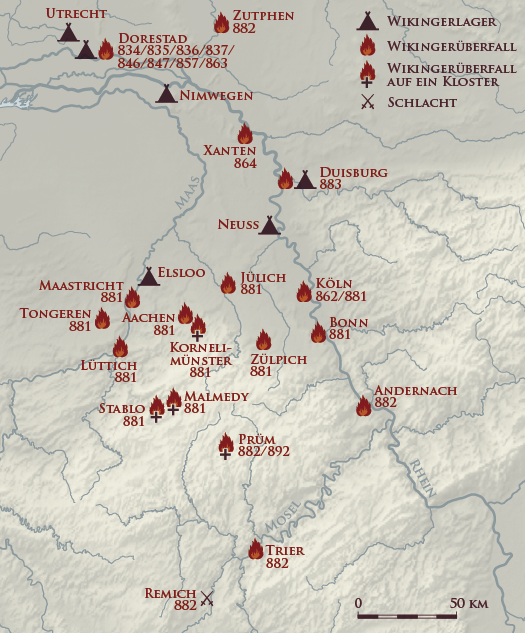
Übersichtskarte der Wikingerraubzüge in den Rheinlanden. Die Schlacht bei Remich, markiert den südlichsten Punkt des Vordringens der Wikinger.

Adalhard war der erstgeborene Sohn Adalhards I. von Metz. Er heiratete eine Tochter Matfrieds II. vom Eifelgau aus dem Geschlecht der Matfriede. Aus dieser Ehe gingen drei Söhne hervor:
- Gerhard I. (* 870; † 910), Graf im Metzgau.
- Matfried I. (* 872; † nach 926), Graf im Metzgau.
- Richar (* 875; † 945), 899–923 Abt von Prüm, 923–945 Bischof von Lüttich.

Adalhard, der 872–889 auch als Laienabt des Klosters Echternach urkundlich erwähnt wird, trat geschichtlich vor allem während der Raubzüge der Wikinger in das Rheinland in Erscheinung. Nachdem eine Wikingerhorde im Jahre 881 Gebiete in Flandern verwüstet hatte, segelte sie den Rhein hinauf und überfiel die dortigen Bewohner. Betroffen waren unter anderem die Städte Köln, Bonn und Andernach. Ein Teil der Bande brandschatzte auch Aachen und die nahegelegenen Klosteranlagen. Am 6. Januar 882 verwüsteten sie die Abtei Prüm. Dann zogen sie weiter zum Mittelrhein und an Koblenz vorbei nach Trier, das in der Karwoche 882 eingenommen und am Ostersonntag gebrandschatzt wurde. Anschließend zog ein Teil der Wikinger in Richtung Metz.

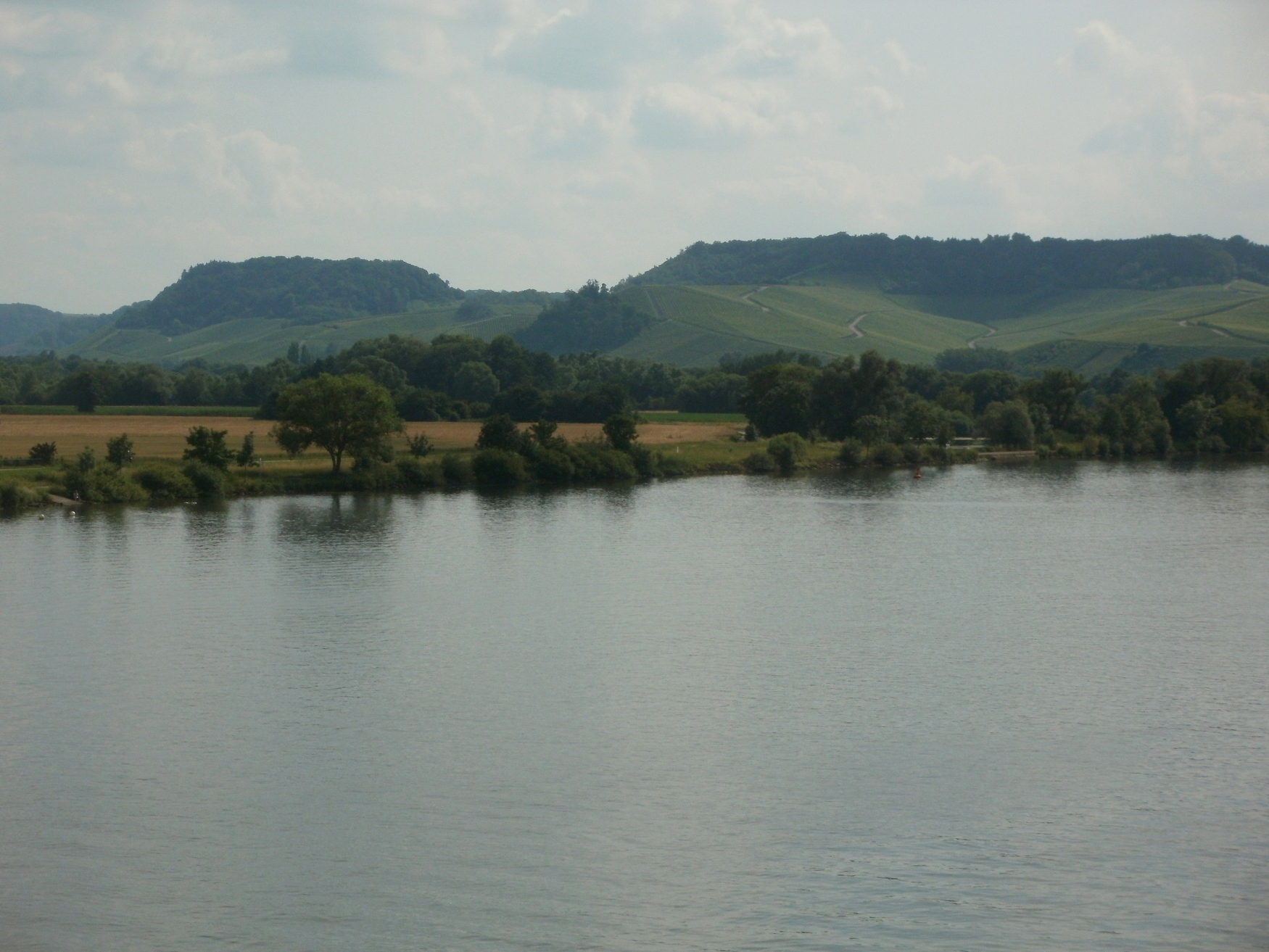
Mosel bei Remich

Dieser Haufen wurde am 11. April 882 in der Schlacht bei Remich von einem Aufgebot unter der Führung Graf Adalhards, des Metzer Bischofs Wala und des Trierer Erzbischofs Bertolf gestellt. Die Wikinger gewannen die Schlacht; neben zahlreichen Panzerreitern und Bauern fiel auch Bischof Wala. Graf Adalhard und Erzbischof Bertolf konnten mit einigem Fußvolk fliehen. Ihre eigenen Verluste bewogen die Wikinger zur Umkehr, und sie zogen durch die Eifel nordwärts in Richtung ihres Heerlagers.